# Station Kotok
Kotok is een spoorwegstation in de Indonesische provincie Oost-Java.

## Bestemmingen
- Probowangi: naar Station Probolinggo en Station Banyuwangi
- Pandanwangi: naar Station Jember en Station Banyuwangi
- Jalur KA: naar Station Bangil-Station Kalisat